# 巴西軍人獨裁統治時期
巴西軍人独裁統治時期（葡萄牙語：Ditadura militar brasileira）有時被稱為巴西第五共和國，始於1964年4月1日的1964年巴西政變，當時巴西軍人在美国政府的支持下推翻了巴西总统若昂·古拉特的統治並開啟了為期21年的巴西軍人独裁统治，1968年8月22日該國的官方名稱從巴西合眾國更改為巴西聯邦共和國。1985年3月15日，巴西軍人獨裁統治終結。
1964年巴西政變是由时任米纳斯吉拉斯州、圣保罗州和瓜纳巴拉州州长的何塞·德·马加良斯·平托、艾迪馬·德·巴羅斯和卡洛斯·拉塞尔达發起，並且由巴西陆军指挥官策划和执行。這一軍事政變受到了巴西军方高层、巴西天主教会、美国国务院以及巴西反共公民运动等社会團體的支持。
军政府上台後于1967年颁布了一部新的、限制性宪法，並且還扼杀了該國的言論自由、审查所有媒体以及鎮壓反对党和流放持不同政见者。巴西軍政府主張巴西民族主义、發展主義以及反共主義。
1970年代，巴西軍政府創造了巴西奇迹。若昂·菲格雷多於1979年3月就任巴西总统；同年，巴西通過了大赦法。此時若昂·菲格雷多与政府内部的“强硬派”作斗争并支持該國重新民主化。不過當時南美出現了经济衰退、慢性通貨膨脹等狀況，並且巴西的主要城市爆發了街头示威。1982年巴西举行了該國20年来的第一次全国性立法机构直選。1985年又举行了總統选举，此次選舉通過间接選舉的方式选举新总统，这是自1960年代以来首次有非軍方人士參與總統選舉，最終反对派領導人获胜。1988年，巴西新宪法通过，巴西正式恢复民主。此後巴西军队一直由文官控制，巴西軍人退出了該國的政治舞台。
2014年，巴西军方首次承认他們在軍政府期间曾犯下过激行为，例如對他人施加酷刑和殺死异见人士。2018年5月，美国政府发布了一份由亨利·基辛格撰写的备忘录，其中提到巴西军政府领导层對持不同政见者的遇害表示知情。据估计，在巴西軍政府独裁统治期间，共有434人被杀或失踪，并且有20,000人受到酷刑。不過巴西軍方對這一數字持有異議。